# 壓縮空氣車

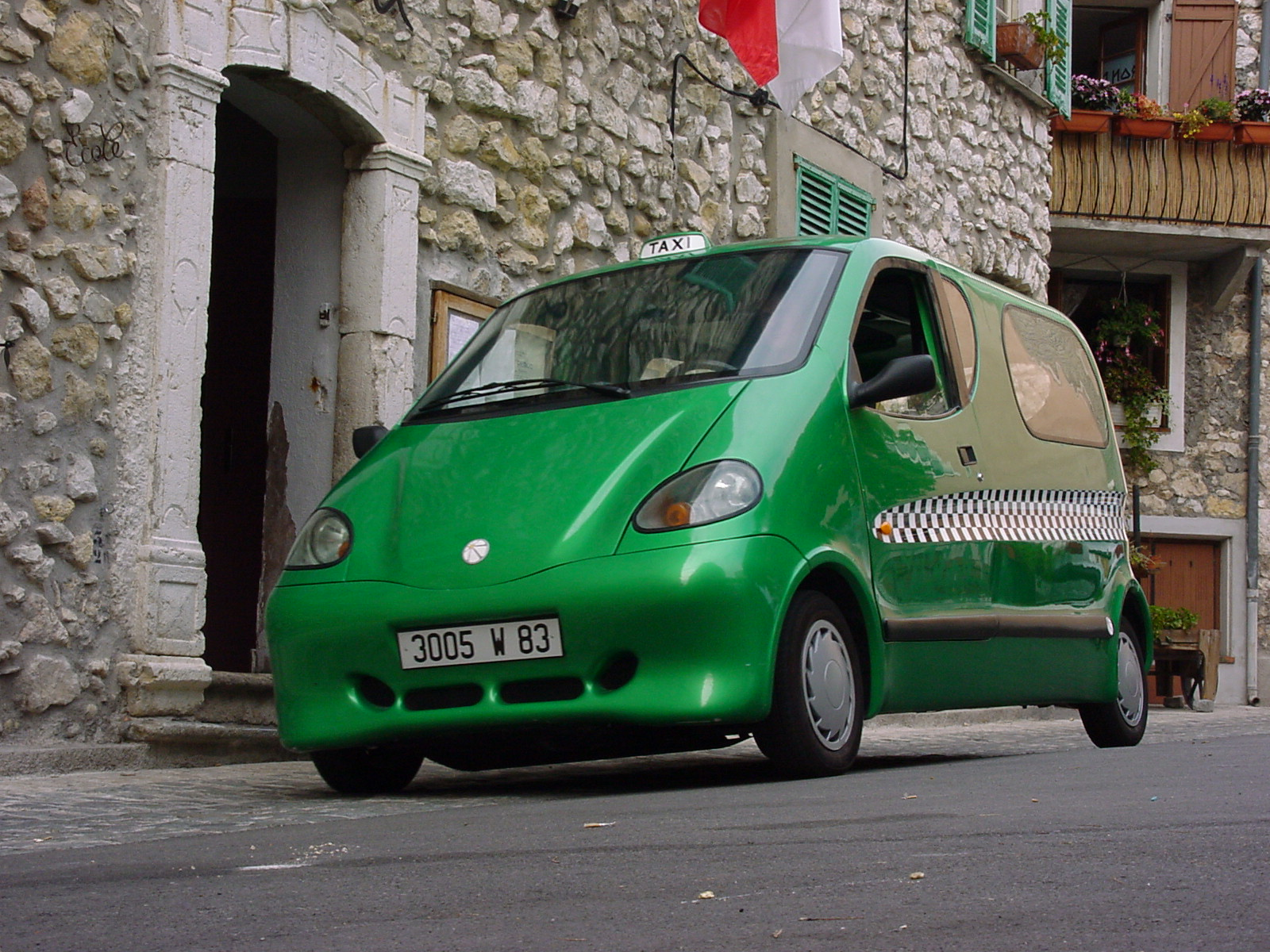
Tata/MDI OneCAT

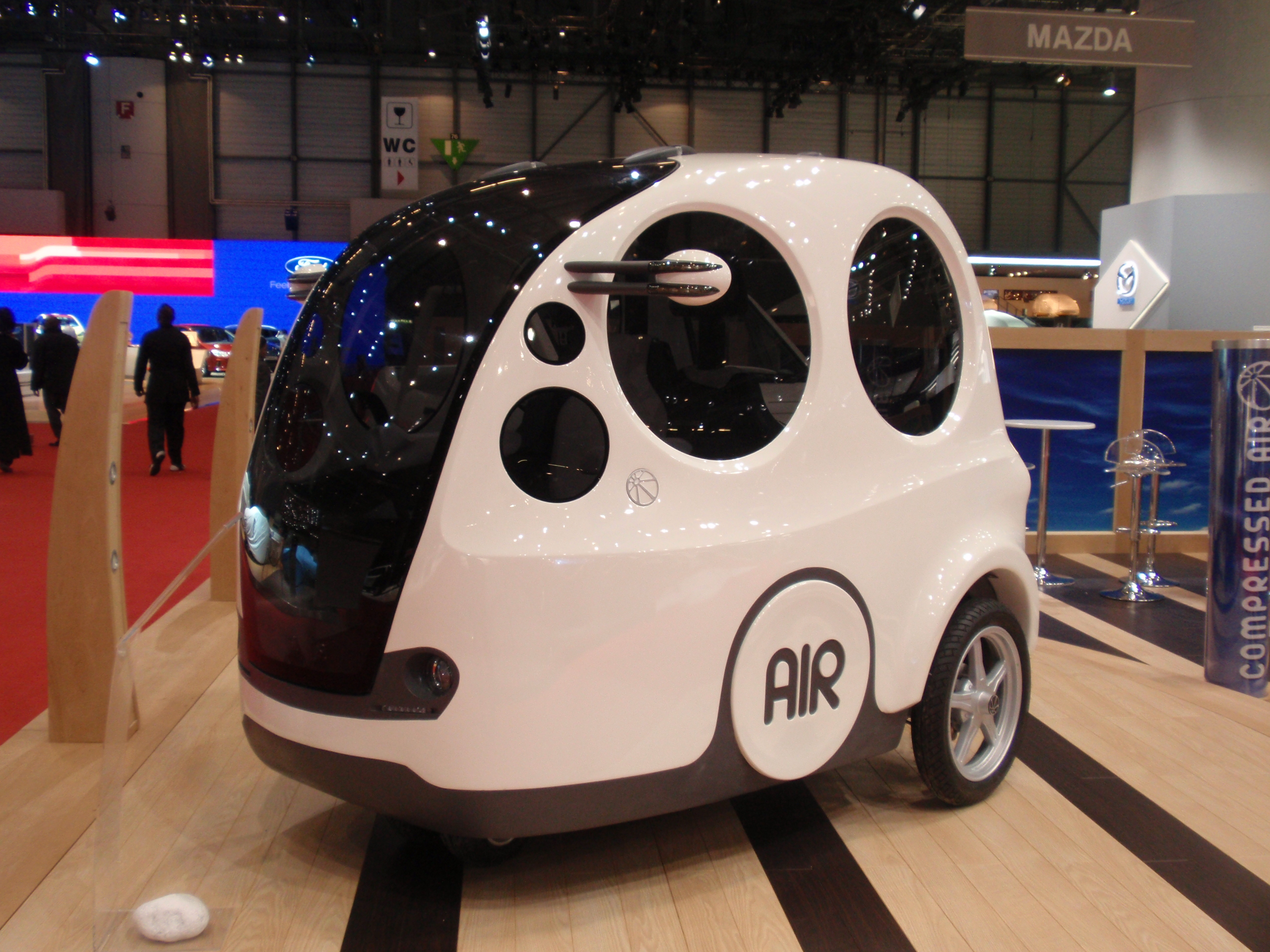
MDI Air Pod

壓縮空氣車（英語：compressed-air car）是一種以壓縮空氣作為動力來源的壓縮空氣交通工具，簡稱空氣車。空氣車可以只透過空氣驅動，也能與汽油、柴油、乙醇等燃料混合驅動，也可搭配再生制動技術。

## 技術

### 引擎
空氣車是以存放於高壓氣瓶內的壓縮空氣來驅動的。空氣車的推動方式是利用壓縮空氣膨脹的原理，而非點燃燃料空氣混合物；這與蒸氣引擎是以蒸氣膨脹的方式類似。1920年代時已有空氣車的原型，當時將壓縮空氣應用於魚雷推進。

### 儲存槽
與氫氣面臨高衝撞風險不同，空氣本身是不可燃的。碳纖維脆而且在足的應力下會分裂，但是當它這樣做時不會產生彈片。碳纖維儲槽在壓力4500 psi左右仍能夠維持儲氣安全，這使它與鋼鐵儲槽競爭。設計上，空氣車需由高壓幫浦加氣。壓縮空氣交通工具的儲氣槽傾向於維持恆溫；因此，隨著空氣被排放，需同時有熱交換器等換熱方式來維持溫度與壓力的恆定。

## 外部連結
- Fairley, Peter. . IEEE Spectrum. November 2009  [2018-04-09]. （原始内容存档于2018-05-05）.
- . Green Car Congress. BioAge Group. January 16, 2010  [2018-04-09]. （原始内容存档于2020-10-26）.